# A Dog's Purpose
A Dog's Purpose (titulada: Tu mejor amigo en España y La razón de estar contigo en Hispanoamérica) es una película de comedia dramática estadounidense, dirigida por Lasse Hallström y escrita por Audrey Wells. Está basada en la novela homónima publicada por W. Bruce Cameron en 2010. Sus protagonistas con Britt Robertson, Dennis Quaid, KJ Apa, Josh Gad, Peggy Lipton y Juliet Rylance. Universal Pictures programó su estreno para el 27 de enero de 2017.

## Argumento
En la década de 1950, un cachorro de mezcla entre Beagle/Pastor alemán/Terrier se pregunta cuál es el verdadero propósito de la vida. Semanas después, mientras jugaba con sus hermanos, es capturado por los agentes caninos, lo llevan a la perrera y es sacrificado rápidamente, preguntándose si la "diversión" realmente es el propósito de la vida.
El espíritu del perro renace en un cachorro golden Retriever recién nacido en 1961. Se escapa de su jaula en una granja de perros y es encontrado por dos recolectores de basura que planean venderlo. Estos se van a beber, dejando al perro encerrado dentro de su camioneta. El perro comienza a morir debido a la sed, al intenso calor y el fuerte sol, pero luego es visto por una madre bondadosa y su hijo, Ethan Montgomery, de ocho años; quienes rompen la ventana de la camioneta y lo rescatan. Lo traen a casa y lo presentan al padre de Ethan. Después de convencer a su padre, deciden que el perro puede quedarse y le pone de nombre Bailey.
Bailey y Ethan se encariñan rápidamente, en especial durante el verano cuando la familia visita la granja de los abuelos maternos de Ethan, y Bailey ahora cree que Ethan es su único propósito y mientras están comiendo el papá de Ethan se enoja porque los soviéticos pondrán misiles en Cuba. Pasan los años, y después de varios intentos de ascender en su trabajo, el padre de Ethan se convierte en alcohólico.
Durante el verano, Ethan va a una feria con Bailey y conoce a Hannah, con quien pronto comienza a salir. Ethan y Hannah pasan su verano felizmente juntos y, a pesar de que la graduación de ambos se acerca, planean ir a la misma universidad; Ethan obteniendo una beca de fútbol y Hannah siguiéndolo con una beca académica. Cuando va a su casa una noche, el padre de Ethan está borracho y gritándole a su madre. Este se vuelve hacia Ethan y cuando su madre intenta separarlos, la empuja al suelo. Ethan le ordena a su padre que se vaya y que nunca regrese.
Más tarde, en un juego de fútbol visto por cazatalentos, a Ethan se le ofrece una beca completa para el estado de Míchigan, pero esa noche un vengativo compañero de clase llamado Todd arroja un petardo encendido en la casa de Ethan, lo que resulta en un incendio en toda la casa. Bailey alerta a Ethan, quien corre a salvar a su madre. Incapaces de poder salir por la puerta, logran salir por la ventana de la habitación de su madre. Ethan primero la baja con sus sábanas a los vecinos que están abajo, luego salva a Bailey. Sin embargo, al intentar salvarse, deja caer la cuerda y obligándose a sí mismo a saltar, se fractura gravemente la pierna, terminando así su beca deportiva. Bailey ataca a Todd, quien es arrestado por la policía al caérsele los petardos de su bolsillo. Ahora, Ethan debe ir a una escuela agrícola donde aprenderá a hacerse cargo de la granja de sus abuelos. Cayendo en depresión, Ethan rompe su romance con Hannah antes de que ella se vaya a la universidad, mientras que Bailey se queda con los abuelos de Ethan. Poco después, Bailey envejece y su salud comienza a deteriorarse. Sus abuelos llevan a Bailey al veterinario, pero el Dr. Joyce no puede salvarlo, e Ethan entra al consultorio y observa cómo a su amado perro lo "duermen".
En el momento en que fallece, Bailey vuelve a nacer en otra vida canina, una cachorra Pastor alemán, que crece y se convierte en una perra policía llamada Ellie, a finales de los 70/principios de los 80, mientras posee recuerdos completos de sus vidas pasadas. Ellie es compañera de un solitario y viudo oficial llamado Carlos Ruiz, del Departamento de Policía de Chicago, y trabaja duro en "buscar" y "encontrar", y ahora ve el trabajo como propósito de vida. Ambos forman una relación cercana que termina después de que Ellie salva a una niña secuestrada de ahogarse y luego es asesinada a tiros por el secuestrador. Carlos rompe a llorar mientras su preciada perra muere en sus brazos.
Renacido nuevamente a mediados de los 80 como un cachorro Corgi galés de Pembroke, Bailey forma un vínculo con una estudiante universitaria de Atlanta llamada Maya, quien lo llama Tino. Maya está sola y Tino hace que su propósito sea encontrarle algo de felicidad. Ella inicia una relación con un compañero de clase llamado Al, a quien comienza a ver después de que Tino se enamora de la perra de Al, una Landseer blanca y negra llamada Roxy. Maya y Al se casan y tienen tres hijos. Enamorado de Roxy y ahora viéndola como su propósito, Tino está desconsolado cuando un día Roxy no regresa del veterinario. Tino, ya anciano, muere y le agradece a Maya por darle una de sus mejores vidas.
Bailey fallece como Tino y reencarna en su próxima vida canina, esta vez como un cachorro de mezcla entre San Bernardo/ Pastor Australiano a mediados o finales de los 2000, y es acogido por una mujer de clase pobre llamada Wendi, quien lo llama Waffles. Desafortunadamente, el negligente esposo de Wendi, Víctor, se niega a permitir que Waffles esté dentro de la casa, y después de varios años, lo deja abandonado. Después, Waffles parte en busca de una nueva vida. Poco a poco se dirige a la zona rural donde pasó los veranos como Bailey y alegremente vuelve a encontrarse con su antiguo dueño, Ethan, que ahora tiene 50 años; quien vive una vida solitaria en la antigua granja de sus abuelos, de la cual es dueño y dirige. Sin reconocer a su perro, Ethan lo entrega al refugio local de animales, pero cambia de opinión y lo reclama, llamándolo Buddy. Buddy, al sentir que finalmente ha encontrado el verdadero propósito de la vida, reúne a Ethan con una viuda Hannah, y se casan.
Buddy convence a Ethan de que él (Bailey) es su amado perro de la infancia, realizando algunos trucos y respondiendo a frases clave que sólo ellos dos conocían años atrás, como “Boss Dog” (perro jefe o "Jefazo" en Hispanoamérica). Ethan desentierra el collar de Bailey, ahora viejo y oxidado, y lo vuelve a colocar en el cuello de su perro, y continúan jugando exactamente como lo hacían hace mucho tiempo. Bailey narra que la vida se trata de divertirse, salvar a otros, encontrar a alguien con quien estar, no molestarse por el pasado o el futuro, y vivir el presente.

## Reparto
| Actor                 | Personaje                         | Descripción        |
| --------------------- | --------------------------------- | ------------------ |
| Josh Gad              | Toby, Bailey, Ellie, Tino y Buddy |                    |
| Dennis Quaid          | Ethan Montgomery (adulto)         |                    |
| KJ Apa                | Ethan Montgomery (joven)          |                    |
| Bryce Gheisar         | Ethan Montgomery (niño)           |                    |
| Peggy Lipton          | Hannah (adulta)                   |                    |
| Britt Robertson       | Hannah (joven)                    |                    |
| John Ortiz            | Carlos Ruiz                       |                    |
| Kirby Howell-Baptiste | Maya                              |                    |
| Pooch Hall            | Al                                |                    |
| Juliet Rylance        | Elizabeth Montgomery              | Madre de Ethan     |
| Luke Kirby            | Jim Montgomery                    | Padre de Ethan     |
| Gabrielle Rose        | Fran                              | Madre de Elizabeth |
| Michael Bofshever     | Bill                              | Padre de Elizabeth |
| Logan Miller          | Todd                              |                    |

## Controversia
El sitio TMZ.com publicó un video grabado durante el rodaje de A Dog's Purpose, el cual muestra a un pastor alemán llamado Hércules siendo arrastrado a un torrente de agua a pesar de su resistencia. Adicionalmente, el perro es sumergido en el agua mientras se oye una voz pidiendo que se corte la escena y a varias personas yendo al rescate del animal. La American Humane Association, que garantiza el bienestar de los animales en la industria del entretenimiento, señaló que su representante en el rodaje de la película había sido suspendido y que el incidente se encontraba en investigación. Por su parte, la organización PETA hizo un llamado a boicotear la película. El actor Josh Gad, quien no estuvo durante la filmación, aseguró estar triste por ver a un animal en una situación contra su voluntad.
El director de la cinta, Lasse Hallström declaró a través de Twitter que él no fue testigo de las acciones mostradas en el video y que se encontraba consternado por las imágenes. La distribuidora Amblin Entertainment señaló que el día de la grabación Hércules no quería realizar la pirueta mostrada en el video, por lo que el equipo de producción procedió a descartar esa escena. También aseguró que el perro se encontraba feliz y saludable en la actualidad. Debido a la divulgación del video, Universal Pictures canceló el estreno de la película en la ciudad de Los Ángeles, que se llevaría a cabo el 19 de enero de 2017.

## Recepción
La película ha recibido reseñas mixtas de parte de la crítica, pero más positivas de parte de la audiencia. En el portal de internet Rotten Tomatoes, la película posee una aprobación de 35%, basada en 85 reseñas, con una puntuación de 4.8/10 por parte de la crítica, mientras que de parte de la audiencia tiene una aprobación de 73%.
La página web Metacritic le ha dado a la película una puntuación de 43 de 100, basada en 49 reseñas, indicando "reseñas mixtas". Las audiencias de CinemaScore le han dado una calificación de "A" en una escala de A+ a F, mientras que en el sitio web IMDb los usuarios le han dado una puntuación de 7/10, sobre la base de más de 49000 votos.